# Babaevskij rajon
Il Babaevskij rajon (in russo Бабаевский район?) è un rajon dell'Oblast' di Vologda, nella Russia europea; il capoluogo è Babaevo. Istituito il 1º agosto 1927, ricopre una superficie di 9.200 chilometri quadrati ed ospita una popolazione di circa 22.000 abitanti.